# SAGAI
SAGAI (siglas de Sociedad Argentina de Gestión de Actores Intérpretes) es una asociación civil sin fines de lucro de Argentina. Tiene sede en la ciudad de Buenos Aires y fue constituida el 27 de julio de 2006. Es la única en el país autorizada para gestionar y administrar colectivamente los derechos intelectuales de actores y bailarines. 
La recaudación de los derechos de intérprete deviene de los pagos que realizan los canales de televisión, cableoperadores y salas de cine, todos ellos organismos que difunden públicamente obras audiovisuales y por tal razón están obligados al pago.
Los derechos son distribuidos entre los artistas en función de criterios objetivos y proporcionales, aprobados por sus órganos de gobierno.
También cumple con una función social mediante el desarrollo de actividades asistenciales y culturales que lleva adelante la Fundación SAGAI.

## Historia
La República Argentina fue pionera en la protección de los derechos de propiedad intelectual en general, y en particular de los actores intérpretes. En el año 1933, el Congreso de la Nación aprobó la Ley de Propiedad Intelectual (Ley 11.723), que fuera redactada por el diputado socialista Roberto Noble conjuntamente con el senador Sánchez Sorondo.
Esta ley reconoció, en su artículo 56, el derecho de los intérpretes a percibir una retribución por la difusión (comunicación pública) de sus interpretaciones.
En 1957 los actores se incorporan en la conducción de la Asociación Argentina de Intérpretes (AADI)
Años más tarde, mediante el Decreto 746/73, el Poder Ejecutivo reglamentó el artículo 56 de la Ley 11.723, considerando intérpretes a los cantantes, músicos, actores y a toda persona que represente un papel, cante, recite, interprete o ejecute en cualquier forma que sea una obra literaria, cinematográfica o musical.
En la década de 1980 AADI lleva adelante diversos juicios contra salas de cines y canales de televisión con el objetivo de hacer efectivo el derecho de los actores. Si bien los juicios fueron favorables a los reclamos de los actores, la gestión de AADI no logró consolidarse en el tiempo, hasta que los actores abandonaron AADI en los años 1990.
Posteriormente, diversas reuniones realizadas en la Asociación Argentina de Actores dieron como resultado la fundación de SAGAI en julio de 2006, siendo elegido como su primer Presidente el reconocido actor Pepe Soriano.
En diciembre de 2006, mediante el Decreto 1914/06 el Poder Ejecutivo Nacional reconoció a SAGAI como la única entidad de gestión colectiva autorizada a percibir y administrar los derechos de propiedad intelectual de actores y bailarines. Dos años más tarde, la Secretaría de Medios de Comunicación de la Nación, mediante la Resolución Nº 181/08 estableció el monto retributivo que cada organismo debe abonar en concepto de derechos de intérprete.

## Gestión
La gestión de recaudación se realiza sobre los organismos que comunican al público interpretaciones de actores fijadas en soportes audiovisuales. Se entiende por comunicación al público, todo acto por el cual una pluralidad de personas pueda tener acceso a la obra audiovisual sin previa distribución de ejemplares de cada una de ellas, como la que se realiza a través de la radiodifusión, retransmisión por cable o la exhibición cinematográfica.
Los derechos recaudados se liquidan periódicamente a los actores y bailarines, en función de normas internas basadas en criterios objetivos y proporcionales.

## Fundación SAGAI
Como una forma de redistribución social de los ingresos, SAGAI destina anualmente recursos económicos para su Fundación SAGAI, una ONG creada en el año 2010 como instrumento de respuesta a las diversas necesidades y contingencias de actores y bailarines, presentadas en el transcurso de su vida familiar, educativa o laboral.
Dentro del programa de protección social, los socios de SAGAI pueden acceder a diversos subsidios de gestión directa, como por ejemplo, subsidios por nacimiento,  y para tratamientos médicos. En el año 2012 se otorgó un subsidio especial para los socios mayores de 80, como reconocimiento a su trayectoria.
La Fundación también promueve mejoras laborales y nuevos espacios de trabajo para los asociados de SAGAI, generando vínculos institucionales con actores de referencia en el sector y otros organismos. Como consecuencia de este programa se han formado compañías teatrales que realizan representaciones de diversas obras.

## Videos
- Spot Institucional SAGAI en Vimeo
- Liquidación de derechos, Parte 1 en Vimeo
- Liquidación de derechos, Parte 2 en Vimeo
- Spot Fundación SAGAI en Vimeo